# 伊萬·亞基穆什金
伊萬·亞基穆什金（俄语：Иван Якимушкин，1996年6月17日—），俄羅斯越野滑雪運動員，他代表俄羅斯奧林匹克委員會隊參加了中國舉行的2022年冬季奧林匹克運動會，並且在男子50公里集體出發比賽上獲得銀牌。